# Maechidius sculptipennis
Maechidius sculptipennis är en skalbaggsart som beskrevs av Lea 1917. Maechidius sculptipennis ingår i släktet Maechidius och familjen Melolonthidae. Inga underarter finns listade i Catalogue of Life.